# Corrida Internacional de São Silvestre de 1971
A Corrida Internacional de São Silvestre de 1971 foi a 47ª edição da prova de rua, realizada no dia 31 de dezembro de 1971, no centro da cidade de São Paulo, a largada aconteceu as 23h38m, a prova foi de organização da Cásper Líbero e A Gazeta Esportiva.
O vencedor foi o mexicano Rafael Tadeo Palomares, com o tempo de 23m47.

## Percurso
Largada: Largada: Av. Paulista 900 - Edifício Cásper Líbero - Descida pela Brig. L. Antônio. Chegada: Av. Paulista 900 - Edifício Cásper Líbero - Subida pela Rua da Consolação, com 8.900 metros.

## Resultados

#### Masculino
- 1º Rafael Tadeo Palomares (México) - 23m47s

### Participações
- Participantes: 1051 atletas
- Chegada: 126 atletas (os atletas que não entregaram o número no momento da chegada foram desclassificados).[3]

## Ligações Externas
- Sítio Oficial (em português)